# Sally Carrera
Sally Carrera é uma personagem fictícia da franquia Carros, da The Walt Disney Company, e tem como suas principais aparições são nos filmes Carros , Carros 2 e Carros 3. Ela é dublada pela Bonnie Hunt na versão original.
Sally é o interesse amoroso do piloto da Copa Pistão, Relâmpago McQueen, que ela conhece pela primeira vez quando ele é condenado a serviço comunitário depois de destruir a estrada principal de Radiator Springs. Os sentimentos de Sally e McQueen tornam-se mais fortes ao longo de Carros, com os dois a iniciarem uma relação perto do final do filme. Sally volta a aparecer em Carros 2 e Carros 3 como personagem de apoio.
A criação de Sally foi inspirada no modelo de carro Porsche 996 Carrera.

## Caracterização
Sally é um Porsche 996 Carrera de 2002 com uma distância entre eixos ligeiramente reduzida e tem uma tatuagem de risca de giz na tampa do motor. Inicialmente, a Pixar queria um Porsche 911 mais antigo para o papel, mas foi convencida por Bob Carlson, da Porsche, a fazer-lhe o modelo mais recente. Os animadores, modeladores e equipes de som da Pixar obtiveram acesso a veículos Porsche 911 reais para criar meticulosamente Sally como um Porsche animado que parece, se move e responde de forma semelhante ao automóvel da vida real.
"É o corpo mais bonito que já tive num filme. Estou a dizer-vos, é um luxo. Pensei mesmo que me iam pôr no papel de um Buick."— Bonnie Hunt sobre o fato de ser Sally, um Porsche
De acordo com o realizador John Lasseter. "Sally é o único carro moderno da cidade de Radiator Springs. Ela é linda. É interessante que as pessoas pensem num Porsche como um carro potente e de homem, mas as linhas de um Porsche são tão bonitas que se adequam perfeitamente à personagem de Sally".

## Antecedentes
A personalidade de Sally é baseada em Dawn Welch, do histórico Rock Café, na Rota 66, em Oklahoma, uma promotora e restauração de Stroud, Oklahoma, depois da cidade ter sido contornada pela Turner Turnpike e fortemente danificada por um tornado F3 em 1999. Há muito tempo  Welch viajava pelo país promovendo a Rota 66 e angariando apoios para manter-la viva. Como Sally, Dawn Welch é relativamente nova na Rota 66, tendo deixado a indústria das viagens para comprar o Rock Café em 1993 e inscrevê-lo no Registo Nacional de Lugares Históricos em 2001.
"Conhecemos pessoas na Rota 66 e pensavamos, no início, 'O que estão fazendo aqui? Vocês viajaram pelo mundo. Têm formação acadêmica. Falam três línguas. Mas gerem um restaurante no meio do nada'. Mas, depois de uma hora a jantar com esta pessoa, pensamos: "Uau, isto é perfeito. Estou tão contente por estares aqui, porque está mantendo isto vivo".— Jonas Rivera, chefe de produção da Pixar para o Carros

## Aparições

### Carros(2006)
Quando o Relâmpago McQueen vê a Sally no tribunal de trânsito pela primeira vez, confunde-a com o seu próprio advogado e tenta flertar com ela. Sally não se diverte com as ações de McQueen no início e convence o juiz, Doc Hudson, a condená-lo a repavimentar a estrada que destruiu como serviço comunitário. Mais tarde, Sally assiste à corrida entre Relâmpago e Doc em Willie's Butte, depois de Relâmpago não ter repavimentado a estrada corretamente, na qual Relâmpago perde e embate contra cactos.
Mais tarde, Sally começa a simpatizar com Relâmpago depois de ver o bom trabalho que ele fez ao repavimentar a estrada. Ela oferece-lhe para passar a noite no seu motel, em vez de ficar no parque de Mater. No dia seguinte, Sally convida Relâmpago para dar uma volta com ela. Ela leva-o ao Wheel Well Motel, um parque de estacionamento abandonado em Tailfin Pass, que já foi a paragem mais popular da Rota 66. Sally conta a Relâmpago a história de como ela se cansou e deixou sua vida acelerada como advogada em Los Angeles e encontrou Radiator Springs, e como a cidade era originalmente popular, mas foi contornada e tirada do mapa pela interestadual.
Quando Relâmpago termina de repavimentar a estrada, surpreende toda a gente na cidade quando decide ficar em vez de ir para a corrida. Quando a noite cai, Sally chega ao centro da cidade e encontra Relâmpago despido das suas modificações de corrida e equipado com uma nova pintura inspirada no Corvette e pneus de paredes brancas. As luzes de néon de Radiator Springs começam a brilhar e toda a cidade começa a fazer um cruzeiro até Sh-boom, realizando o desejo de Sally e abrindo o seu amor por Relâmpago McQueen. De repente, um enxame de carros de reportagem e oficiais de corrida entram na cidade e cercam Relâmpago, obrigando-o a ir embora. Depois de Sally descobrir que Doc Hudson deu às autoridades a localização de Relâmpago McQueen, ela repreende-o por ter mandado Relâmpago embora e regressa ao seu motel.
Mais tarde, Sally assiste à corrida de desempate de Radiator Springs com Lizzie e Red, enquanto Doc e os outros residentes de Radiator Springs vão à corrida de desempate para ajudar Relâmpago McQueen. Ela testemunha Relâmpago a ajudar o Rei depois de sofrer um acidente de capotamento causado por Chick Hicks, e mais tarde cumprimenta Relâmpago novamente no Wheel Well Motel. Relâmpago diz a Sally que a cidade voltou a estar no mapa e que ele está montando ali a sua sede de corridas. Os dois tentam beijar-se, mas são interrompidos por Mater que voa num helicóptero da Dinoco. Mais tarde, os dois correm de volta a Radiator Springs para celebrar a nova popularidade da cidade.

### Carros 2(2011)
Em Carros 2, a relação de Sally com Relâmpago McQueen tem se fortalecido ao longo do tempo. Depois de Relâmpago regressar a Radiador Springs após uma temporada de sucesso na Copa Pistão, os dois vão a um encontro no Wheel Well Motel, que foi convertido num restaurante. Em breve, Sally e Relâmpago encontram Mate discutindo com o piloto italiano e concorrente do Grande Prêmio Mundial Francesco Bernoulli, por quem Sally revela estar interessada. Relâmpago vai defender Mate e acaba se inscrevendo no Grande Prêmio Mundial, que iria a ocorrer em três países. Sally concorda em deixar Relâmpago competir, mas pede-lhe que traga o Mate, dizendo-lhe que nunca deixou o Mate assistir a nenhuma das suas corridas. O Relâmpago concorda e a Equipae McQueen parte para o Japão para a primeira corrida, deixando a Sally com o Vermelho, o Xerife, o Ramone, a Flo e a Lizzie para correr em Radiador Springs.
Mais tarde, Sally viaja para Londres depois de Relâmpago lhe telefonar a perguntar onde está o Mate. Ela fica nas boxes quando Relâmpago encontra Mate e vai atrás dele para tentar pedir desculpa, e fica chocada quando vê na televisão que Mate tem jatos-foguete que lhe permitem viajar a uma velocidade incrível com Relâmpago McQueen a reboque. Sally assiste à revelação de Miles Axelrod por parte de Mate como o cérebro por detrás da conspiração contra o combustível alternativo no Palácio de Buckingham, e assiste à condecoração de Mate pela Rainha de Inglaterra.

### Carros 3(2017)
Em Carros 3, Sally continua sendo o interesse amoroso de Relâmpago McQueen, e assiste às suas corridas para mostrar o seu apoio. Ela está presente quando Relâmpago se despista ao tentar acompanhar os Nextgens, e dá a Relâmpago a inspiração para continuar a correr depois de ser reconstruído. Quando o Relâmpago é convocado para o Centro de Treino do Rust-eze, a Sally escolhe ficar com os outros carros em Radiador Springs.
Na Florida 500, Sally testemunha em primeira mão o comportamento rude de Jackson Storm. Mais tarde, Sally celebra com Relâmpago depois de ser revelado que ele ganhou a corrida, apesar de ter sido substituído por Cruz Ramirez, e regressa a Radiador Springs, onde Relâmpago revela que vai continuar a correr, mas que será o chefe de equipe de Cruz durante o resto da temporada.